# نورایر واردانیان
نورایر یوری واردانیان (ارمنی: Նորայր Յուրիի Վարդանյան) یک وزنه‌بردار اهل ارمنستان-ایالات متحده آمریکا بود. وی در مسابقات کشوری و بین‌المللی در مجموع برندهٔ ۱ مدال نقره شده‌است.
نورایر پسر وزنه‌بردار برجسته ارمنی یوری واردانیان است.
وی در بازی‌های المپیک تابستانی ۲۰۱۲ نماینده ارمنستان در وزن ۹۴ کیلوگرم مردان بود که به مقام یازدهم رسید.

## نتایج
| سال  | مسابقات                     | مکان اجرا      | وزن   | یک‌ضرب  | دوضرب  | مجموع  | رتبه |
| ۲۰۰۸ | قهرمانی ایالات متحده آمریکا | کلمبوس، اوهایو | ۹۴ ک‌گ | ۱۵۵ ک‌گ | ۲۰۰ ک‌گ | ۳۵۵ ک‌گ | ۱    |
| ۲۰۱۰ | مسابقات اروپایی نوجوانان    | لیماسول        | ۹۴ ک‌گ | ۱۶۰ ک‌گ | ۲۰۱ ک‌گ | ۳۶۱ ک‌گ | ۵    |
| ۲۰۱۱ | یونیورسیاد تابستانی         | شنژن           | ۹۴ ک‌گ | ۱۵۵ ک‌گ | —      | —      | —    |
| ۲۰۱۲ | بازی‌های المپیک              | لندن           | ۹۴ ک‌گ | ۱۷۰ ک‌گ | ۲۱۰ ک‌گ | ۳۸۰ ک‌گ | ۱۱   |